# Ibiri
Ibiri è una circoscrizione rurale (rural ward) della Tanzania situata nel distretto di Uyui, regione di Tabora. Conta una popolazione di 17 323 abitanti (censimento 2012).